# Campionato britannico di Formula 1
La British Formula One Series, anche conosciuta come Formula 1 Aurora AFX dalla denominazione dello sponsor, era una formula automobilistica sorta in Gran Bretagna nel 1978 per sostituire la Formula Shellsport, categoria a cui partecipavano vetture di varie categorie come Formula 2, Formula 5000 e Formula Atlantic.
Era una sorta di campionato britannico di Formula 1, in quanto alle gare partecipavano vetture della massima serie motoristica utilizzate da costruttori britannici nelle stagioni precedenti e gestite da scuderie private. Partecipavano anche vetture di Formula 2 al fine di rendere più numeroso il campo dei partecipanti. Anche i piloti erano per lo più britannici, talvolta anche con una certa esperienza di Formula 1. Chiuse i battenti dopo tre stagioni, anche se vi fu un'ultima edizione nel 1982, nota come campionato inglese di F1.
Le gare si disputavano sui più importanti circuiti britannici ma, in qualche occasione, venivano corse gare sul continente, come, per esempio, a Monza per il Gran Premio Lotteria nel 1980. La lunghezza delle gare era attorno alle 100 miglia (circa 170 km). Il sistema di punteggio, modificato nei vari anni, premiava anche il pilota che realizzava giro più veloce e la pole position.

## Storia
A metà anni '70 il mercato delle Formula 1 usate è piuttosto florido e permette di acquistare vetture degli anni passati che, a prezzi relativamente ridotti, possono dire la loro nei campionati nazionali. Inoltre l'uso generalizzato del Cosworth DFV permette di ridurre ulteriormente i costi di gestione. È su questa base che nel 1978 John Webb, proprietario di alcuni circuiti inglesi, istituisce un nuovo campionato nazionale britannico aperto alle vetture di F1 e F2 per sostituire la Formula Shellsport che nel 1977 aveva ammesso anche le F1. L'intento era quindi quello di coniugare spettacolo e costi ridotti. Il nome al campionato lo dà la ditta Aurora AFX, una casa costruttrice di slot car, che si impegna a finanziare e sponsorizzare il campionato per tre anni.
Questo campionato si presenta subito come un'opportunità per tutti quei piloti che aspirano alla Formula 1 o che, approdati nella massima serie, non vi hanno trovato spazio. I costi ridotti permettono infatti a quei piloti talentuosi, ma privi di sponsor, di mettersi il luce e inoltre fanno sì che possano correre quei piloti finanziariamente agiati ma che non hanno lo spessore adatto alla Formula 1.

### Il periodo d'oro: 1978-1979
Sin dalla prima stagione, la Formula Aurora vive un mini boom. Al via sono infatti presenti piloti con vetture che vanno dalla McLaren M23 di Tony Trimmer, vittoriosa nel mondiale con James Hunt, alla Stanley-BRM, dalla March 761/781 alle varie Hesketh, Wolf e Lola-Embassy. La prima stagione vide la vittoria del britannico Tony Trimmer che, pur avendo saltato 4 gare per problemi economici, riesce ad aggiudicarsi 5 vittorie, 3 secondi posti e 5 giri più veloci per un totale di 149 punti. Sempre il 1978 vede la vittoria di un italiano, Giancarlo Martini, al Donington Formula 1 Trophy e il terzo posto conquistato da Elio De Angelis al Fuji Tapes Trophy di Brands Hatch con una Chevron da F2.
Il 1979 è l'anno dell'apice della popolarità per la Formula Aurora. Sono 15 le gare in programma e gli schieramenti sono costantemente pieni con 48 piloti che a fine stagione avranno corso almeno una gara. La novità è la presenza di Giacomo Agostini che ad inizio stagione aveva acquistato due Williams FW06, una per sé e l'altra da affidare a gettone di volta in volta a piloti italiani in cerca di gloria come Giorgio Pianta o Lella Lombardi. Tuttavia la stagione 1979 sarà appannaggio delle nuove Formula 1 a effetto suolo come la Wolf WR6 di David Kennedy e la Arrows A1B di Rupert Keegan che si aggiudicherà il campionato all'ultima gara proprio su Kennedy.

### Declino e fine: 1980-1982
Il 1980 dovrebbe essere l'anno della consacrazione definitiva ma così non è. Infatti i costi cominciano ad essere insostenibili a causa delle vetture ad effetto suolo e dell'avvento dei motori turbo, inoltre la Aurora abbandona il campionato a fine anno lasciandolo senza sponsor e finanziamenti. Quell'anno vide il dominio delle Williams FW07 che conquistano il titolo con Emilio de Villota e il secondo posto finale con il cileno Eliseo Salazar. Degni di nota sono i quattro podi di Agostini, ancora con la vecchia Williams FW06, e la vittoria della sudafricana Desiré Wilson a Brands Hatch con una Wolf WR4, passando così alla storia come l'unica donna ad aver vinto una gara di Formula 1.
Schiacciato dai costi esorbitanti, nel 1981 il campionato non si corre. Un tentativo di farlo rivivere avviene nel 1982 con il nome di British Formula 1 Series. Purtroppo lo spettacolo è di scarso livello: il campionato viene vinto da Jim Crawford a bordo di una Ensign.
Nel 1983 venne previsto un campionato su cinque gare, ma dopo la gara inaugurale, tenuta il 1º aprile a Oulton Park e vinta da Mike Wilds su Williams FW07, il campionato verrà cancellato per la mancanza di partecipanti.

## Albo d'oro
| Stagione | Nome del campionato      | Campione          | Vettura                                         |
| -------- | ------------------------ | ----------------- | ----------------------------------------------- |
| 1978     | Formula 1 Aurora AFX     | Tony Trimmer      | McLaren-Ford Cosworth                           |
| 1979     | Formula 1 Aurora AFX     | Rupert Keegan     | Arrows-Ford Cosworth                            |
| 1980     | Formula 1 Aurora AFX     | Emilio de Villota | Williams-Ford Cosworth Fittipaldi-Ford Cosworth |
| 1982     | British Formula 1 Series | Jim Crawford      | Ensign-Ford Cosworth                            |